# 萨尔维泰莱
萨尔维泰莱（義大利語：Salvitelle），是意大利萨莱诺省的一个市镇。总面积9平方公里，人口613人，人口密度68.1人/平方公里（2009年）。ISTAT代码为065117。